# Acrossus humerospinosus
Acrossus humerospinosus är en skalbaggsart som beskrevs av Rudolph Petrovitz 1958. Acrossus humerospinosus ingår i släktet Acrossus och familjen Aphodiidae. Inga underarter finns listade i Catalogue of Life.